# Diagramme de Raveau

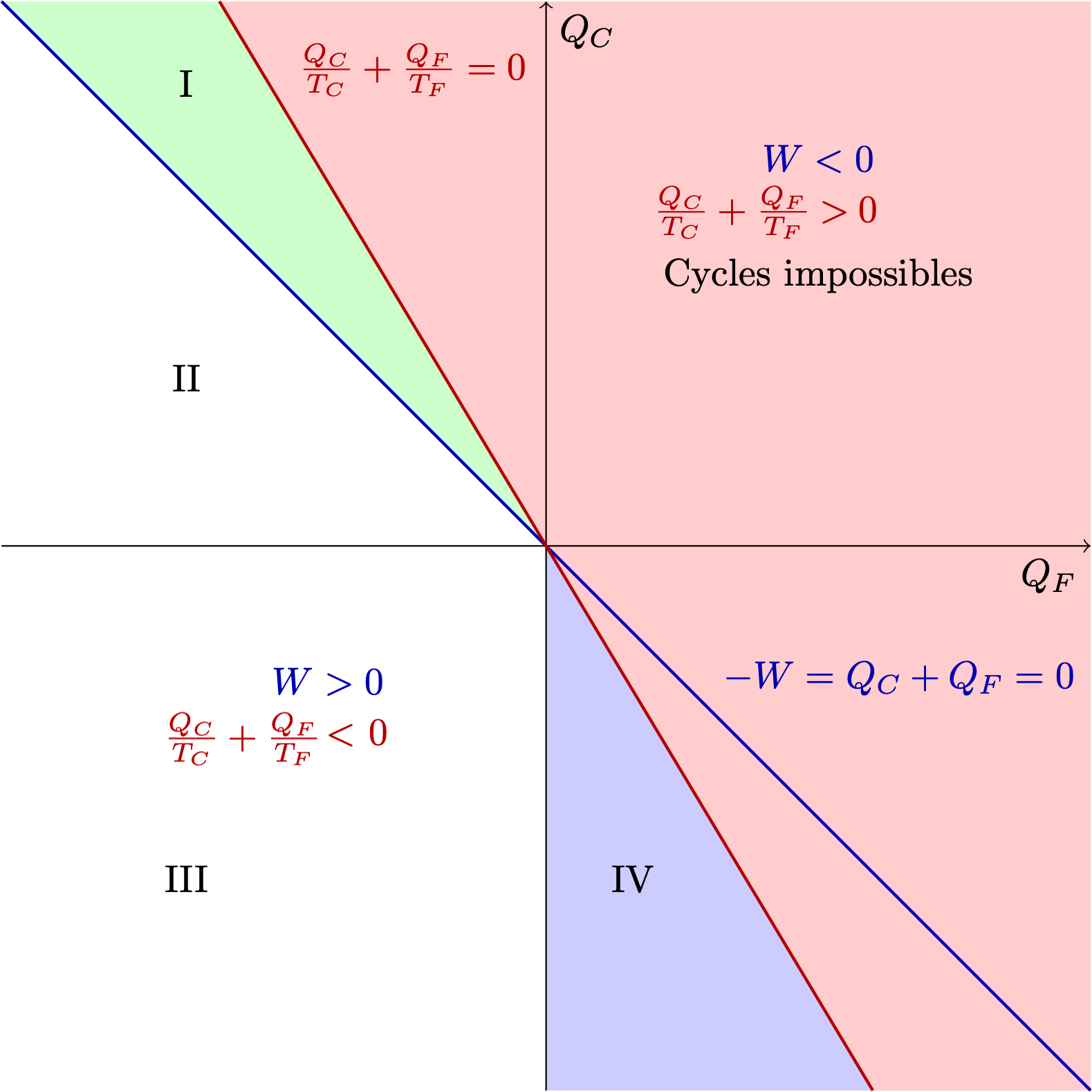
Diagramme de Raveau

Le diagramme de Raveau est un diagramme thermodynamique permettant de classer les machines thermiques dithermes. Il permet d'en interpréter le travail en fonction de ses transferts thermiques avec sa source chaude et sa source froide. Il est dû à Camille Raveau.

## Justification du diagramme
Soit :
- {\displaystyle Q_{C}} le transfert thermique entre la machine et la source chaude ;
- {\displaystyle Q_{F}} le transfert thermique entre la machine et la source froide ;
- {\displaystyle T_{C}} la température de la source chaude ;
- {\displaystyle T_{F}} la température de la source froide ;
- {\displaystyle W} le travail reçu par la machine.

Pour une machine thermique idéale, on a, lors d'un cycle complet de la machine :
- une variation d'énergie interne nulle : {\displaystyle \Delta U=0} ;
- une variation d'entropie nulle : {\displaystyle \Delta S=0}.

Donc d'après le premier et le deuxième principe de la thermodynamique :
- {\displaystyle Q_{C}+Q_{F}=-W} ;
- {\displaystyle {\frac {Q_{C}}{T_{C}}}+{\frac {Q_{F}}{T_{F}}}\leq 0}.

Le diagramme de Raveau représente {\displaystyle Q_{C}} en fonction de {\displaystyle Q_{F}}. On y trace les droites d'équation :
- {\displaystyle Q_{C}+Q_{F}=0} : à gauche de cette droite {\displaystyle W>0}, et à droite {\displaystyle W<0} ;
- {\displaystyle {\frac {Q_{C}}{T_{C}}}+{\frac {Q_{F}}{T_{F}}}=0} : les machines à droite de cette droite sont impossibles, elles contrediraient le deuxième principe.

## Interprétation
La numérotation des zones est arbitraire et n'est donnée que dans un but pédagogique propre au diagramme présenté ci-dessus, elle n'est donc pas universelle.

### Zone I
- {\displaystyle Q_{C}>0}
- {\displaystyle Q_{F}<0}
- {\displaystyle W<0}

La machine fournit du travail en prenant de la chaleur à la source chaude et en en cédant à la source froide. C'est donc un moteur thermique.
Exemples :
- moteur à explosion suivant un cycle à quatre temps ou un cycle à deux temps ;
- moteur Stirling ;
- turbine exploitant notamment le cycle de Rankine.

### Zone II
- {\displaystyle Q_{C}>0}
- {\displaystyle Q_{F}<0}
- {\displaystyle W>0}

La machine consomme du travail en prenant de la chaleur à la source chaude et en en cédant à la source froide. Ces machines sont peu intéressantes car on peut obtenir la même chose sans consommer de travail. Elles peuvent néanmoins permettre d'accélérer les transferts thermiques, ou bien être un mode de fonctionnement saisonnier d'une machine classée en zone IV.

### Zone III
- {\displaystyle Q_{C}<0}
- {\displaystyle Q_{F}<0}
- {\displaystyle W>0}

La machine consomme du travail en cédant de la chaleur aux deux sources. Elle est peu intéressante et se rapproche des machines monothermes.

### Zone IV
- {\displaystyle Q_{C}<0}
- {\displaystyle Q_{F}>0}
- {\displaystyle W>0}

La machine consomme du travail et transfère de l'énergie thermique de la source froide à la source chaude. Cette machine est une pompe à chaleur.
Exemples :
- réfrigérateur ;
- pompe à chaleur.